# Stary Commonwealth
Stary Commonwealth (lub Biały Commonwealth) – potoczne określenie grupy państw członkowskich Wspólnoty Narodów o przeważającym udziale białej ludności, stanowiących zarazem rdzeń, z którego narodziła się organizacja. Do grupy tej zaliczana jest Wielka Brytania oraz większość jej byłych dominiów: Kanada, Australia i Nowa Zelandia. Dawniej do grupy tej zaliczano także Nową Fundlandię (do czasu połączenia z Kanadą), Irlandię (do wystąpienia ze Wspólnoty) oraz Południową Afrykę (do zniesienia apartheidu).
W ostatnich latach, gdy na forum Wspólnoty coraz wyraźniej zauważalny jest podział na bogatą Północ i biedne Południe, termin ten bywa używany jako pejoratywne określenie bogatszych członków organizacji, którzy nie troszczą się o interesy biedniejszych partnerów, a w ich działaniu widać rzekomo rasizm i neokolonializm. Tego rodzaju interpretację propagował w szczególności prezydent Zimbabwe, Robert Mugabe.